# 12506 Pariser
12506 Pariser eller 1998 FR108 är en asteroid i huvudbältet som upptäcktes den 31 mars 1998 av LINEAR i Socorro County, New Mexico. Den är uppkallad efter Andrew Robert Pariser.
Asteroiden har en diameter på ungefär 4 kilometer.